# إريك باركس
اريك باركس (بالإنجليزية: Eric Parkes)‏ هو لاعب كرة قدم أسترالية أسترالي، ولد في 30 سبتمبر 1926، وتوفي في 20 يوليو 2004.

## وصلات خارجية
- اريك باركس على موقع AustralianFootball.com (الإنجليزية)
- اريك باركس على موقع AFLtables.com (الإنجليزية)